# Jorrit Bergsma
Jorrit Bergsma (n. 1 februarie 1986, Aldeboarn⁠(d), Boarnsterhim, Provincia Frizia, Țările de Jos) este un patinator de viteză ce a reprezentat Țările de Jos, medaliat olimpic. A participat la două ediții ale Jocurilor Olimpice (2014, 2022) în care a câștigat o medalie de aur și o medalie de bronz.